# جان رابرتسون (بازیکن فوتبال، زاده ۱۹۶۴)
جان رابرتسون (انگلیسی: John Robertson؛ زادهٔ ۲ اکتبر ۱۹۶۴) بازیکن فوتبال در پست مهاجم اهل اسکاتلند است.

## باشگاهی
از باشگاه‌هایی که در آن بازی کرده‌است می‌توان به باشگاه فوتبال داندی، باشگاه فوتبال نیوکاسل یونایتد، باشگاه فوتبال هارت آف میدلوتیان، و باشگاه فوتبال هارت آف میدلوتیان، اشاره کرد.

## تیم ملی
وی همچنین در تیم ملی فوتبال اسکاتلند بازی کرده‌است.